# 남산역 전동차 추돌 사고
1990년 9월 2일 오후 7시 21분 경 부산광역시 금정구 부산 도시철도 1호선 노포차량사업소에서 정비를 마치고 입환중이던 16편성 전동차가 제동장치 불량으로 범어사역 본선으로 진입, 남산역까지의 3.3km 내리막을 시속 2~30km/h로 이동, 남산역 구내에서 두실역 방향으로 출발 대기중이던 18편성(1263호) 전동차의 뒷부분을 들이받았다. 이 사고로 전동차 2개 편성 12량 중 6량이 파손되었고(TC2, M4), 충돌 당시 18편성 전동차의 출입문이 제대로 열리지 않아 객실내에 있던 승객들이 깨진 유리창과 찌그러진 문으로 빠져나오는 등 아수라장이 되었고 18편성 기관사와 승객 78명이 중경상을 입었다.

## 사고 원인
사건 당일 사고열차 기관사가 제동장치의 에어밸브 개폐 작동여부를 확인하지 않고 에어밸브가 고장나 잠긴 상태에서 지정선으로 열차를 운행하다 본선으로 진입해 남산역까지 미끄러져 내려와 사고가 난 것으로, 당시 기관사는 비상제동장치를 작동하였으나 작동하지 않아 열차에서 뛰어내려 철로변에 있던 나무토막을 열차바퀴와 선로 사이에 끼워 전동차를 정지시키려 하였으나 실패했다고 한다.

## 사고 결과
1호선 사고로 1호선 34개역중 장전역과 노포역 사이 6개 역 구간의 상·하행선 운행이 다음날 오후까지 전면 중단돼 이 지역에 거주하는 시민들이 불편을 겪었다. 1990년 9월 5일 추돌사고와 관련하여 경찰은 사고열차 기관사와 사고열차의 정비를 맡은 차량기지 직원 3명을 업무상 중과실치상혐의로 구속하고 차량기지 검수1계장을 불구속 입건하였다.